# 索爾山
索爾山（英語：Mount Thor），是南極洲的山峰，位於維多利亞地，屬於阿斯加德山脈的一部分，海拔高度約2,000米，由威靈頓維多利亞大學的探險隊以北歐神話的索爾命名，現時由南極條約體系管理。